# Linda Bond
Linda Bond (* 22. Juni 1946 in Glace Bay, Nova Scotia, Kanada) war von 2011 bis zum 13. Juni 2013 die internationale Leiterin der Heilsarmee.

## Leben
1967 wurde sie Kadettin an einer Offiziersschule der Heilsarmee in Kanada. Zwei Jahre später wurde sie am 21. Juni 1969 als Heilsarmeeoffizierin ordiniert. Die nächsten neun Jahre arbeitete sie in verschiedenen Korps. Danach wurde sie Dozentin an der Offiziersschule in Toronto und später Kandidatensekretärin. Anschließend leitete sie das Korps in Kitchener, Ontario. Danach war sie stellvertretende Leiterin der Offiziersschule in St. John’s, Neufundland. Anschließend war Bond Divisionssekretärin der Maritime Division in Kanada und Divisionsoffizierin derselben Division. 1995 wurde sie Untersekretärin für Personal am Internationalen Hauptquartier der Heilsarmee in London. 1998 wechselte sie als Divisionsoffizierin der Division Central North zum Territorium Vereinigtes Königreich. Ein Jahr später kehrte sie nach Kanada zurück und wurde Chefsekretärin des Territoriums Kanada und Bermuda. Im Juli 2002 wurde sie in das Territorium USA-West versetzt, wo sie als Territorialleiterin und territoriale Präsidentin der Frauenorganisationen fungierte. 2005 kehrte sie als Sekretärin für Entwicklung des geistlichen Lebens und internationale Außenbeziehungen an das Internationale Hauptquartier zurück. 2008 wurde Bond Territorialleiterin des Territoriums Australien-Ost.
Im Januar 2011 wurde sie zur 19. Generalin der Heilsarmee gewählt und folgte damit General Shaw Clifton nach. Bond war nach Evangeline Booth (1934–1939) und Eva Burrows (1986–1993) die dritte Frau in diesem Amt. Im Juni 2013 ging sie in den Ruhestand. Neuer General wurde André Cox.